# 隔河头乡
隔河头乡是中国河北省秦皇岛市青龙满族自治县下辖的一个乡。

## 行政区划
隔河头乡下辖隔河头村、北山根村、王新庄村、董杖子村、大梨园村、土胡同村、大森店村、河北村、刘庄村、宋杖子村、城山沟村、南新庄村、界岭村、草场村、樊家店村、南达峪村、罗汉洞村、都石村、老沟村、花果山村。